# Kurpark Bad Gleichenberg

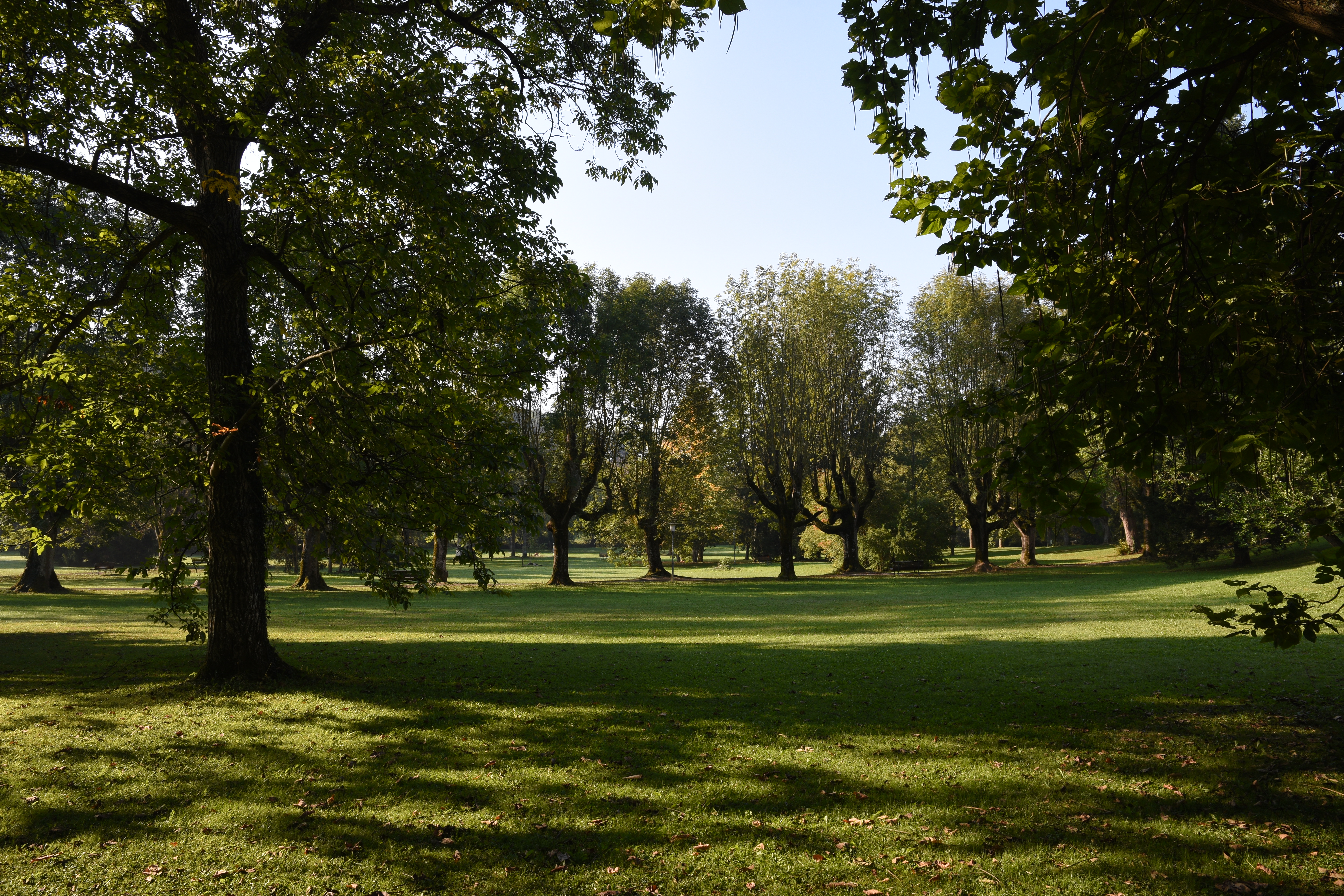
Kurpark Bad Gleichenberg im September 2016

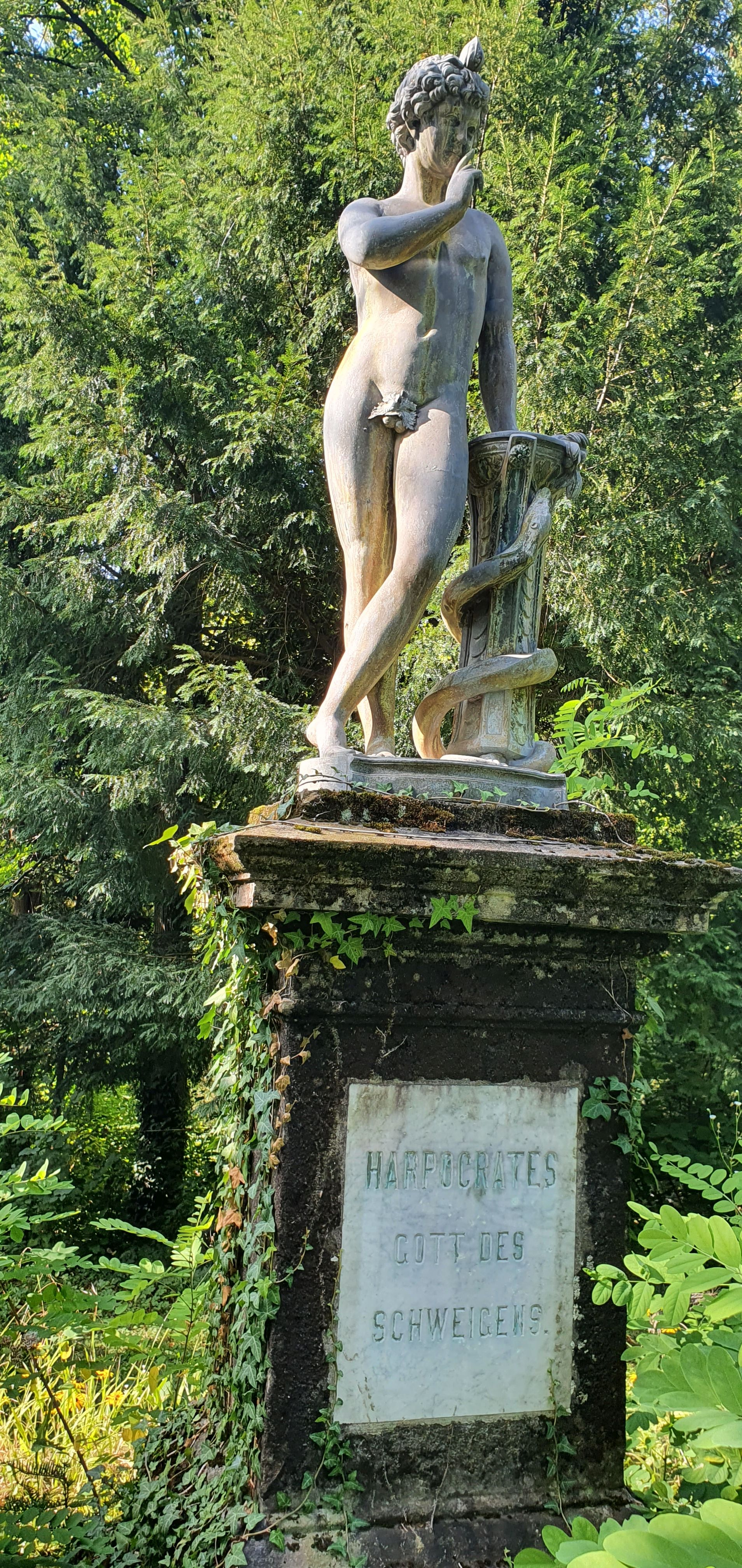
Statue des Harpocrates im Kurpark (2021)

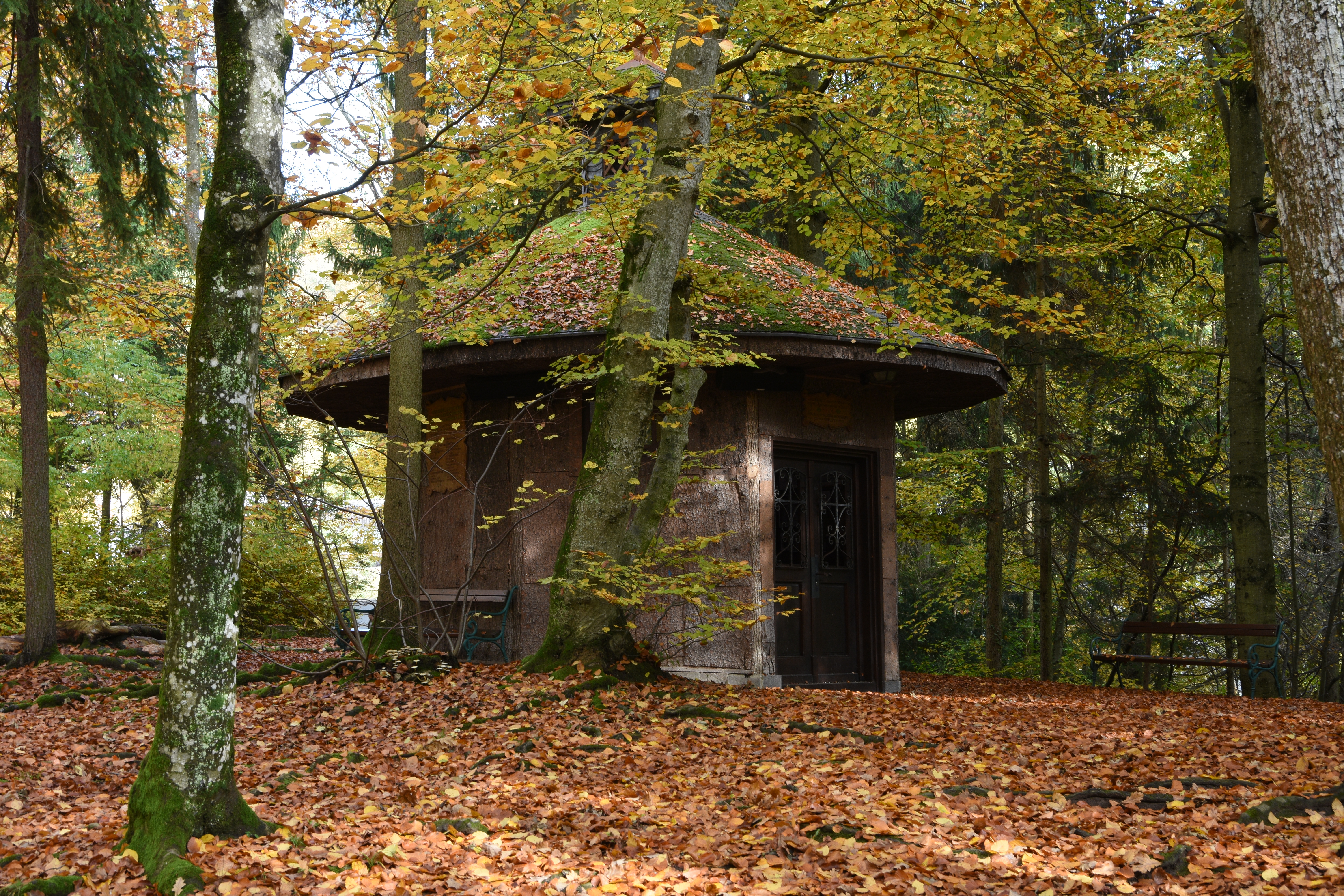
Rindenkapelle auf einem Basalthügel im Kurpark (2016)

Der Kurpark Bad Gleichenberg (auch: Curpark) ist eine Grünanlage, die seit 1837 in Bad Gleichenberg in der Steiermark besteht und ein gartenarchitektonisches Denkmal ist. Der Kurpark hat etwa eine Gesamtfläche von rund 20 Hektar.

## Geschichte des Parks
Matthias Constantin Capello von Wickenburg gründete 1834 den Gleichenberger und Johannisbrunen Actien Verein, durch den die finanzielle Mittel für die Erschließung und Nutzung der Heilquellen aufgebracht werde sollten. 1837 wurde der Kurpark in einem Seitenarm des Gleichenberger Tales, dem Sulzleitner- oder Brunnental, der Überlieferung nach unter Leitung von Emma Wickenburg, der Gattin von Matthias Constantin Capello von Wickenburg, im Stil eines englischen Landschaftsgarten angelegt. Er soll der älteste Kurpark Österreichs sein. Zeitlich parallel zum Kurpark wurden z. B. das Brunnenhaus (heute Curmuseum, früher auch: Brunnentempel über der Constantinquelle genannt), ein Badehaus, das Füllhaus, ein Duschbad, die Traiteurie  etc. fertig gestellt.
Bereits 1837 wurde der Park im oberen Bereich (nach Norden gesehen) in drei Kernbereiche eingeteilt, die noch heute zu erkennen sind. Es ist dies:
- der Gartenbereich um die Villa Wickenburg,
- die nordwestlich angrenzenden Anlagen beim Traiteuriegebäude, welche auch bis heute das Zentrum des Ortes Bad Gleichenberg bildet, und
- die östlich liegenden Kuranlagen entlang des Eichbachs.

Das „Capellenwäldchen“ auf dem bestehenden Basalthügel wurde harmonisch in den Park einbezogen und 1838 die Rindenkapelle (auch: Waldkapelle) gebaut. Die 1838 gepflanzten Platanen sind teilweise bis heute erhalten.
Diese drei Parkbereiche wurden später nach Süden erweitert, indem ab 1860 das Gelände entsumpft wurde und in den 1870er-Jahren das sternförmig zusammenlaufende Wegenetz angelegt und bepflanzt wurde. Die Unterschutzstellung des Parkes als Landschaftsgarten und der Baumbepflanzung (Arboretum) erfolgte 1923. Seit 1970 ist der Kurpark weitestgehend dem nichtmotorisierten Verkehr vorbehalten.

## Lage und Größe
Der seit Gründung öffentlich zugängliche Park liegt auf einer Höhe von 268 m ü. A. (Kreuzung Ringsstraße / Untere Brunnenstraße) bis 303 m ü. A. (bei Villa Wickenburg / oberer Brunnengasse) auf einer Vielzahl von verschiedenen Grundstückseinheiten.
Der heutige Park hat eine polygone Form, die weitgehend auf einer in etwa dreieckigen, leicht gebogenen Grundform aufbaut, und nimmt in etwa eine Fläche von rund 20 Hektar ein bei einem Umfang von etwa 2,5 Kilometer. Der Park erstreckt sich in der Länge (etwa 820 Meter Luftlinie) von Südwesten nach Nordosten und an der breitesten Stelle (etwa 300 Meter) von Südosten nach Nordwesten. Der Park grenzt mit der größeren Längsseite an der nordwestlichen Seite an die Kaiser-Franz-Josef-Straße und im unteren Bereich dieser Längsseite beim Kreisverkehr an die Ringstraße. Auf der südöstlichen Längsseite befindet sich die Untere Brunnenstraße, an der nordöstlichen (oberen) Querseite des Parks die Obere Brunnenstraße (zu den Gleichenbergen hin).
Auf der südöstlichen Längsseite, in etwa parallel zur Unteren Brunnenstraße, verläuft der Eichgraben, der zuvor durch die Gleichenberger Schlucht fließt. Am unteren Ende des Parks fließen der Eichgraben, der Klausenbach, die Faule Sulz zusammen und bildet sich ab hier der Sulzbach.

## Denkmäler und Besonderheiten
Die Talsenke, in welcher sich der Kurpark befindet und der nördlich und östlich von Hügeln eingefasst wird, bildet nicht nur eine besondere geologische Kulisse, sondern schafft einen geschützten Bereich, der für einen Kurpark ideale Voraussetzungen bietet. Im Kurpark befindet sich das sogenannte Capellenwäldchen, das auf einem Basalthügel wächst und in dem die 1838 für die Kurgäste erbaute Rindenkapelle steht. Daneben befindet sich weitere sehr große Gebäude im bzw. beim Kurpark, wie z. B. das Kurhaus, die Villa Wickenburg oder die Villa Max. Der südliche (neuere) Bereich des Parks ist weitgehend unbebaut.
Besonders bekannt sind die Erinnerungsstele an den „Brunnenarzt“ Willi W. Prasil, Statuen von Joseph Hammer-Purgstall, Matthias Constantin Capello von Wickenburg (1887 errichtet) und die Statue des Kindgottes Harpocrates.
In Höhe des Kurhauses befindet sich ein Brunnen mit großem Becken und zwei Schalen. Im Bereich des Zugangs zur Gleichenberger Schlucht befindet sich das ehemalige Brunnenhaus und der Römerbrunnen (außer Betrieb).
Neben einer Vielzahl von verschiedenen Bäumen (z. B.: Tulpenbäume, Papiermaulbeerbäume, Sumpfzypressen, Zelkoven etc.) und etwa 15.000 Blumen unterschiedlicher Herkunft galt der 150 Jahre alte Riesenmammutbaum (Sequoiadendron giganteum) als besonderes botanisches Highlight. Der Baum wurde 2020 von einem Blitz stark beschädigt.